# ベルゼブブ

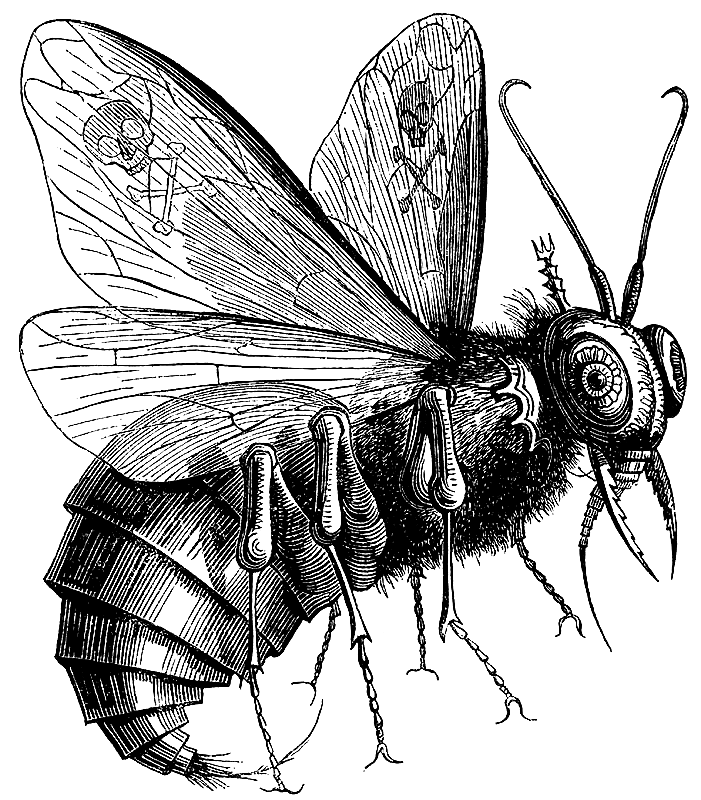
『地獄の辞典』第6版（1863年）のベルゼブブのルイ・ル・ブルトンによる挿絵

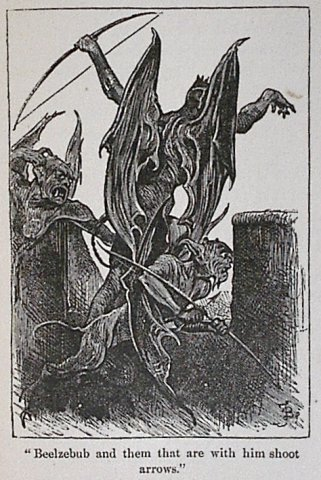
『天路歴程』のフレッド・バーナードによる挿絵

ベルゼブブ（ラテン語: Beelzebub）は、キリスト教における悪魔の一人。旧約聖書『列王記』に登場する、ペリシテ人の町であるエクロンの神バアル・ゼブルが前身とされる。新約聖書『マタイ福音書』などではベルゼブル (Beelzebul) の名であらわれる。

## 概説
ベルゼバブ、ベールゼブブとも表記される。この名はヘブライ語で「ハエの王」（一説には「糞山の王」、「糞の王」）を意味する。
本来はバアル・ゼブル（ヘブライ語: בַעַל זְבוּל [Ba‘al zəḇûl]）、すなわち「気高き主」あるいは「高き館の主」という意味の名で呼ばれていた。これはおそらく嵐と慈雨の神バアルの尊称の一つだったと思われる。パルミュラの神殿遺跡でも高名なこの神は、冬に恵みの雨を降らせる豊穣の神であった。一説によると、バアルの崇拝者は当時オリエント世界で広く行われていた、豊穣を祈る性的な儀式を行ったとも言われる。
しかし、イスラエル（カナン）の地に入植してきたヘブライ人たちは、こうしたペリシテ人の儀式を嫌ってバアル・ゼブルを邪教神とし、やがてこの異教の最高神を語呂の似たバアル・ゼブブすなわち「ハエの王」と呼んで蔑んだという。これが聖書に記されたために、この名で広く知られるようになった。

## 旧約聖書におけるベルゼブブ
「列王記下」第1章ではバアル・ゼブブ (בַעַל זְבוּב [Ba‘al zəḇûḇ]) という名であらわれる（ウルガタ聖書では Beelzebub）。北イスラエル王国のアハズヤ王は部屋の欄干から落ちて重傷を負った時、エクロン（ペリシテ人の領土の北方にあった都市）で祀られていたバアル・ゼブブに自分の怪我の回復についての神託を求めた。しかしこれはヘブライ人の神ヤハウェを蔑ろにすることであり、預言者エリヤはアハズヤ王に、回復することなく死ぬだろうと告げ、その予言通りアハズヤ王は死んだ。

## 新約聖書におけるベルゼブブ
新約聖書の「マタイによる福音書」第12章や「マルコによる福音書」第3章、「ルカによる福音書」第11章では、律法学者がイエス・キリストに対し、「悪霊のかしらベルゼブル (Βεελζεβούλ) の力を借りて悪霊に取りつかれた人を救っているに違いない」と非難した。これに対してイエスは、「悪霊が、仲間である同じ悪霊と争うはずはない、自分は聖霊によって悪霊を追い出しているのだ」と反論した。
また外典「ニコデモ福音書」3章に、ハーデースがサタンに対しベルゼブルと呼びかけている箇所がある。

## 近世の展開
近世ヨーロッパのグリモワールではフランス語形ベルゼビュート（Belzébuth）の名でもあらわれる。彼は大悪魔で魔神あるいは魔界の君主ともされるようになった。
地獄においてサタンに次いで罪深く、強大なもの、権力と邪悪さでサタンに次ぐと言われ、実力ではサタンを凌ぐとも言われる。ベルゼブブは神託をもたらす悪魔と言われ、また、作物を荒らすハエの害から人間を救う力も持っている。この悪魔を怒らせると炎を吐き、狼のように吼えるとされる。
かつて、天界では最高位の熾天使で、天界の戦争においては、ルシファーの側近として戦ったという説話が創られた。また、蝿騎士団という騎士団をつくっており、そこにはアスタロトなど悪魔の名士が参加しているとされる。
パランジェーヌの「ゾディアコ・ヴィテ」によると巨大で、王座もそれなりに巨大、炎の帯を額に巻き頭には大きな角が二本ある。足はアヒル、尻尾は獅子、全身が真っ黒であったとされる。顔は眉毛はつりあがり、目をぎらつかせていたとあった。
また、ジル・ド・レは、ベルゼブブが豹の姿に変わるのを見たという。
『失楽園』（著：ジョン・ミルトン、1667年）でベルゼブブは、賢王にふさわしい威厳ある姿として描写され、一方で地獄に堕ちた智天使とされている。
『地獄の辞典』（著：コラン・ド・プランシー）第6版（1863年）では、ルイ・ル・ブルトンの挿絵によって、羽根にドクロの模様がある羽虫の姿で描かれている（羽が四枚あるなど厳密にはハエそのものの姿ではない）。これはハエの王たる悪魔ベルゼブブもまたハエの姿であるというイメージによるもので、近代以降の絵画などではこの姿で表されることが多い。

### 記録された事件 ランの奇跡
フランス北東部の都市ランにベルゼブブが実際に現れたと記録される事件。1566年8月にフランス国王の命で事件の記録が残された。
ランにニコール・オブリーという女性がいた。子供の頃7年間を修道院で過ごしたが、その後結婚。
1565年11月3日、ニコールが16歳になったとき、1人で祖父の墓参りをしていると、「今も煉獄から逃れられない。聖地を巡礼して欲しい」という祖父の声が聞こえたという。
12月2日夜8時頃、家族がニコールの異変（奇行とけいれん）に気づく。両親はニコールに巡礼したと言っていたが、それは両親の嘘であった。ニコールはその嘘を看破する。両親はドミニコ修道会の修道士に相談するが解決できず、修道士はニコールを教会に連れて行く。
1566年1月4日、ランのジョン・ルボー司教が解決に当たろうとすると、ニコールは最初、守護天使を自称するが、司教の祈りによって、ニコールの体を乗っ取ったベルゼブブであると正体を明かす。噂が広がって、1月24日にニコールがラン大聖堂に運ばれるときは行列ができ、それからは毎日2,000人もの見物人が詰めかけるようになった（最終的にはのべ15万人とも）。
悪魔払いが行われたが、ニコールの症状はひどくなるばかりで、口が動いていないのに男の声がして見物人たちの罪の秘密をつぎつぎと暴露した。そのため懺悔の行列ができた。ルボー司教が悪魔払いに聖餅を使うと、ニコールは動かなくなり、ベルゼブブはニコールの左腕に逃げ込み、左手は硬く閉じられた。人々はニコールの足に針を刺したが、ニコールは何も感じなかった（後の魔女裁判の審判法として魔女は針の痛みを感じないとされた）。
その後、ベルゼブブは22もの仲間を連れて復讐に舞い戻り、いろいろな悪魔が代わる代わるニコールの体を乗っ取り、さまざまな言語で話した。やがてニコールの体が宙に浮く奇跡が起きた。その後も悪魔払いは続けられ、2月8日金曜日の午後3時、ようやく硬直していた左手がひらかれ、ニコールは黒い息を吐き、ベルゼブブは去った。なお、ニコールは1566年9月に出産している。子供はベルゼブブとの子供と推測され、ニベルコルと名付けられた。その後ニベルコルはすくすく育っていったようだ。ニベルコルは妥当に考えればニコールの夫の子供だが、悪魔祓いに集まった聖職者の子供だと指摘する人もいる。さらに1577年11月にもニコールは悪魔に取り憑かれた。1577年の悪魔憑きでニコールは失明したが、教会は何もせず、誰にも相手にされなかったという。
事件が起こった十六世紀半ばは宗教改革によりカトリックの権威が失墜していた時期であり、「ランの奇跡」事件はカトリック教会で使用する聖餅の力を印象づけ、教会を権威づける演出であり、失墜し始めたカトリック教会の権威を取り戻すための見せ物であったのではないかという研究者の説がある。

## 関連書籍
- グルジエフ『ベルゼバブの孫への話 - 人間の生に対する客観的かつ公平無私なる批判』浅井雅志訳、平河出版社